# Morby
Morby, pseudonimo di Adolfo Morviducci (Firenze, 16 novembre 1965), è un cantante italiano, attualmente frontman dei gruppi power metal italiani Sabotage e Domine.

## Biografia

### Gli '80 ed i primi esordi con gli Airspeed
Iniziò a studiare canto ancora da bambino, mostrando ben presto una voce fuori dal comune. Verso la fine degli anni settanta si avvicinò all'hard rock e all'heavy metal, fondando la sua prima band. Dopo svariate esperienze musicali, nel 1983, grazie all'amicizia con il bassista Andrea Castelli, si unì agli Airspeed, band heavy metal senese, con i quali ebbe, nello stesso anno, la sua prima esperienza di registrazione, pubblicando una demo. Il cantante iniziò a farsi conoscere nel panorama del metal italiano, grazie alla sua voce graffiante ed acuta e al suo carisma. Questo fattore portò gli Airspeed ad esibirsi, l'anno seguente, al festival di Gazoldo, uno dei primi festival della Penisola dedicato al metal. Alcune registrazioni di questo periodo furono poi ristampate nell'omonima raccolta degli Airspeed pubblicata dalla Jolly Roger Records nel 2012.

### 1985-1994: Morby ed i Sabotage
Tra gli incontri al festival di Gazoldo, Morby strinse i primi legami con i Sabotage, band heavy metal che allora componeva pezzi in italiano, il quale manager, colpito dalle doti del giovane frontman, gli propose di unirsi alla band. Morby, entusiasta della proposta, acconsentì senza indugi, abbandonando gli Airspeed e andando a sostituire l'allora cantante Giancarlo Fontani. I Sabotage, allora composti dai chitarristi Andy Fois e Leonardo Milani e dai fratelli Caroli, Henry e Dario Caroli, rispettivamente bassista e batterista, capirono che Morby era il cantante a loro necessario per un notevole salto di qualità, ed iniziarono a comporre pezzi in inglese. Fu registrato quindi un primo demo che ottenne un buon riscontro, e ciò spinse la band a registrare un primo album, intitolato Behind the Lines e pubblicato prima nel 1986 per l'etichetta Trans Euro U.S.A. di Los Angeles con un conseguente tour a supporto dei Saxon e dei Motörhead. Nel 1987 poi il disco uscì per il mercato italiano per la LM Records / Materiali Sonori. Proprio per la voce di Morby, l'album è tutt'oggi considerato uno dei capisaldi del metal italiano, riscuotendo un enorme successo non solo in Italia, ma anche in Inghilterra. Il disco fu poi registrato nuovamente, prodotto e pubblicato nel 2003 grazie all'interessamento della My Graveyard Productions.
Nel 1987 furono poi pubblicati l'EP Heroes of the Grave e lo split con Paul Chain (ex-Death SS) Welcome/King of the Dream. Nel 1988 Morby fu inoltre invitato a diventare membro dei Dark Lord, band veneziana del guitar hero Alex De Rosso, in sostituzione del deceduto cantante Emmanuell Jandee, ma la band si sciolse di lì a poco.
Il 1989 vide l'uscita del secondo album per i Sabotage, intitolato Hoka Hey. L'album, che riuscì a replicare il successo del precedente, fu la leva che portò l'etichetta americana Metal Blade a proporre un contratto ai Sabotage. Tuttavia, il contratto sfociò a causa di una serie di disorganizzazioni all'interno della band, che nel 1990 fu abbandonata dal talentuoso chitarrista Andy Fois. Da lì in poi l'attività della band iniziò a diminuire, in primo luogo a causa di una serie di turbinosi avvicendamenti di musicisti nella formazione.
Nel 1991 Morby fu contattato da Steve Sylvester, leader e cantante dei Death SS, il quale, impressionato dalle abilità del giovane cantante, gli chiese di partecipare come corista alle registrazioni dell'album Heavy Demons. L'anno successivo, Morby fu invitato dai fratelli Cappanera, membri degli Strana Officina, a diventare nuovo membro della loro band solista e a cantare sul loro secondo album. Morby iniziò quindi a registrare il disco, ma esso non fu mai terminato a causa dell'improvvisa morte dei fratelli Cappanera nel luglio del 1993, in un incidente stradale. Nel 1994 Morby rientrò in contatto con il bassista Andrea Castelli, già suo compagno negli Airspeed. Essendo i Sabotage già in crisi da tempo, Morby e Dario Caroli decisero di unirsi a Castelli nella sua nuova band, chiamata Rio Bravo,  di genere hard rock/funk, nella quale già militava il chitarrista Giacomo Castellano (che in seguito collaborò con artisti come Vasco Rossi e Gianna Nannini). In seguito all'uscita di Morby e Dario, i Sabotage decisero di sciogliersi.

### 1995-1997: Rio Bravo, Arthur Falcone, Time Machine
Nel 1995 i Rio Bravo incisero una demo, che non ottenne molto successo; l'anno successivo decisero quindi di sciogliersi. Morby viene chiamato dalla hard rock band padovana La Rox con cui registra l'album "Help me out". Durante le date promozionali con i patavini ha modo suonare con il guitar hero Arthur Falcone chiamato a sostituire il solista Mauro Lentola. Con Arthur Falcone registra "Stargazer"che esce nel 1998. Sul finire dello stesso anno, poi, Morby si unì al gruppo power/progressive metal milanese Time Machine, con i quali registrò, l'anno successivo, l'EP Shades of Time. Dopo le registrazioni, decise di abbandonare la band.

### 1997-2005: I Domine
Nel 1997, Morby fu invitato a diventare il nuovo cantante dei Domine, gruppo epic metal fiorentino guidato dai fratelli Paoli. Con la band registrò nello stesso anno il primo album dal titolo Champion Eternal, che ottenne un buon successo e portò il gruppo ad esibirsi al Gods of Metal e come spalla ai tedeschi Grave Digger. Nel 1998 Morby divenne inoltre cantante dei Labyrinth, in sostituzione del loro cantante Roberto Tiranti. Con la band partì per un breve tour, dove si dimostrò all'altezza del suo predecessore. Il gruppo iniziò inoltre le registrazioni di un nuovo EP, ma nel mezzo di esse Tiranti decise di ritornare nella band. Di Morby coi Labyrinth rimane una sola canzone registrata su disco: la cover di Die For My Sins dei Sanctuary contenuta nell'ep Timeless Crime. Nello stesso anno Morby partecipò come corista all'album solista di Steve Sylvester Mad Messiah, e fu pubblicato l'album solista di Falcone chiamato Stargazer sul quale Morby aveva cantato.
Intanto nel 1998, i Sabotage si riunirono senza Morby e registrarono l'album Demon Ariser, sciogliendosi tuttavia poco dopo, mentre Morby i pubblicò assieme ai Domine il loro secondo album, Dragonlord, nel 1999, primo album di una saga, aprendo poi i concerti degli Iron Maiden e ai Gamma Ray.
Nel 2001 fu pubblicato il terzo album dei Domine, Stormbringer Ruler, e la band si esibì al Gods of Metal l'anno successivo in compagnia di Manowar e Blind Guardian. Il quarto album dei Domine, Emperor of the Black Runes, fu pubblicato nel 2004, e la band accompagnò i Judas Priest nel loro tour italiano e nello stesso anno, Morby apparì in veste di ospite sull'album Last Sunrise degli Shining Fury.

### 2006-oggi: Reunion dei Sabotage, Pino Scotto, Rhapsody of Fire
Nel 2006, i Sabotage decisero di riunirsi con la formazione storica, composta da Morby, Fois, Milani e dai fratelli Caroli. Morby accettò la proposta e iniziò una serie di concerti celebrativi, pur rimanendo membro dei Domine, con i quali pubblicò nel 2007 l'album Ancient Spirit Rising, che riscosse un buon successo. Nello stesso anno Milani decise di abbandonare i Sabotage, venendo sostituito dal giovane Danilo Bacherini.
Nel 2008 Morby partecipa come ospite su una traccia dell'album Datevi fuoco (lo Scotto da pagare) di Pino Scotto. Nel 2009 i Sabotage decidono di ri-registrare il loro album di maggior successo in una nuova versione, e viene così pubblicato Behind the Lines 2009. Nel 2010 Morby partecipa ad una canzone sull'album Make the Difference dei 5th Elementh. Nel 2011 ha inoltre partecipato ad una serie di concerti con Roberto Tiranti dei Labyrinth e Fabio Lione dei Rhapsody of Fire. Nello stesso anno, viene finalmente pubblicato l'album dei Cappanera che lo vede come cantante, Cuore Blues e Rock n' Roll. È tuttora membro dei Sabotage e dei Domine, e fa parte di un'associazione che promuove rock band emergenti.

## Discografia

### Con i Sabotage
- Behind the Lines (1986) riregistrato nel 2008
- King of the Dream/Welcome (1987, split)
- Hoka Hey (1989) rimasterizzato nel 2009

### Con i La Rox
- Help me Out (1996)

### Con i Time Machine
- Shades of Time (1997, EP)

### Con Arthur Falcone
- Stargazer (1998)

### Con i Domine
- Champion Eternal (1997)
- Dragonlord (1999)
- Stormbringer Ruler (2001)
- Emperor of the Black Runes (2004)
- Ancient Spirit Rising (2007)

### Altre partecipazioni
- Death SS: Heavy Demons (1991)
- Shining Fury: Last Sunrise (2004)
- Pino Scotto: Datevi fuoco (lo Scotto da pagare) (2008)
- 5th Element Project: Make the Difference (2010)